# Se Nap se Hold
A Se Nap se Hold a Moby Dick együttes 2005 márciusában megjelent tizenegyedik lemeze. Az albumot a Hammer Records adta ki, és a Mahasz Top 40-es albumlistáján a 4. helyet érte el. A Lélekromboló torpedó című dalhoz Császár Tamás rendezővel forgattak klipet, illetve további két klip készült a Demokrácia álarca és Jusson eszébe dalokhoz. Az album limitált kiadása tartalmazta az együttes 1995-ös Sziget Fesztiválon adott koncertjének videófelvételét DVD-n.

## Az album dalai
Az összes dalszöveg szerzője Pusztai Zoltán. 
| #   | Cím                  | Zene                  | Hossz |
| --- | -------------------- | --------------------- | ----- |
| 1.  | Jusson eszébe        | Schmiedl Tamás        | 3:17  |
| 2.  | Demokrácia álarca    | Mentes Norbert        | 3:34  |
| 3.  | Pozitív minta        | Schmiedl              | 3:03  |
| 4.  | Lélekromboló torpedó | Hoffer Péter          | 3:11  |
| 5.  | Apránként adagolva   | Mentes                | 2:50  |
| 6.  | Vágóhíd utca 5.      | Hoffer                | 4:22  |
| 7.  | Tegyünk úgy…         | Schmiedl              | 2:36  |
| 8.  | Se Nap se Hold       | Hoffer                | 3:19  |
| 9.  | Nem adnak semmit     | Mentes                | 3:44  |
| 10. | Nem érhet véget      | Schmiedl              | 3:28  |
| 11. | Napot ő hoz          | Mentes, Jancsó Miklós | 2:59  |

## Közreműködők
- Schmiedl Tamás – gitár, ének
- Mentes Norbert – gitár, szólógitár
- Gőbl Gábor – basszusgitár
- Hoffer Péter – dobok

Vendégzenészek
- Marek Ferenc – basszusgitár
- Renato Pavesi – flamencogitár
- Jancsó Miklós – szintetizátor
- Ficzek András – vokál